# Rhizophagus protensus
Rhizophagus protensus es una especie de coleóptero de la familia Monotomidae.

## Distribución geográfica
Habita en Armenia y en Irán.